# 光纹月绵鳚
光纹月绵鳚，為輻鰭魚綱鱸形目绵鳚亞目绵鳚科的其中一種，分布於南冰洋海域，屬底棲性魚類，棲息深度700-1500公尺，體長可達21公分。